# Walter Frye
Walter Frye (... – 1474 circa) è stato un compositore inglese del primo rinascimento.

## Biografia
Nulla di certo si conosce sulla sua vita. Potrebbe essere stato un certo "Walter Cantor" presente alla Cattedrale di Ely fra il 1443 ed il 1466 ed il Walter Frye presente alla London Parish Clerks nel 1456, ma anche il Walter Frye che lasciò un'eredità a Canterbury nel 1474.

## Musica
La maggior parte della musica di Frye è contenuta in manoscritti readatti in Europa continentale, cosa che ha fatto pensare egli abbia passato gran parte della sua vita fuori dalle isole britanniche, anche se stilisticamente le sue composizioni sono molto vicine allo stile degli altri compositori inglesi coevi piuttosto che a quello della Scuola di Borgogna, il più importante movimento musicale contemporaneo nell'Europa continentale. Una motivazione data dagli studiosi è quella che i pochi manoscritti inglesi pervenuti sulle musiche del XV secolo, raramente menzionano il nome dei compositori abbinandolo alle opere registrate; pertanto è molto probabile che la sua musica sia classificata come di autore anonimo. La sopravvivenza di manoscritti di questo periodo in Inghilterra è condizionata dal fatto che la maggior parte di essa andò perduta in occasione della Dissoluzione dei monasteri ordinata da Enrico VIII ed attuata fra il 1536 ed il 1540 by .
Frye compose messe, mottetti e canzoni, e fra queste ballate e rondeau. Tutta la sua musica a noi pervenuta è vocale e la sua più nota composizione è un'Ave Regina, un mottetto presente in tre dipinti coevi, che includono anche la notazione musicale. Uno di questi dipinti è il Trittico di Polizzi Generosa, borgo montano in provincia di Palermo, attribuito ad un pittore fiammingo del quindicesimo secolo, noto come Maestro dei fogliami ricamati. 
Alcuni dei suoi pezzi più brevi acquisirono ampia fama in luoghi molto decentrati come in Italia, nel sud della Germania, in Boemia e nell'attuale Austria. Fra questi il rondeau Tout a par moy e la ballata So ys emprentid. Queste canzoni erano spesso copiate, rearrangiate e plagiate ed appaiono in numerose collezioni in forme diverse.
Le sue messe, comunque, furono i suoi pezzi più rappresentativi, per aver influenzato poi le composizioni di Obrecht e Busnois. Lo stile di Frye nelle messe fu quello tipico della musica inglese del periodo, con l'uso spinto di sonorità triadiche e alcune volte della tecnica isoritmica. Egli contrastò l'impiego della tessitura a piena voce con passaggi per sole due voci, che divenne un suono caratteristico della polifonia della fine del XV secolo e degli inizi del XVI. Tre delle sue messe sono pervenute più o meno complete: la Missa Flos Regalis (a quattro voci), la Missa Nobilis et Pulchra (a tre voci) e la Missa Summe Trinitati (anch'essa a tre voci ).